# Demetri de Súnion
Demetri de Súnion (grec antic: Δημήτριος, llatí: Demetrius) fou un filòsof cínic grec nascut a Súnion, educat a l'escola de sofistes de Rodi i amic íntim del metge Antífil.
Es diu que va viatjar pel Nil per veure les piràmides i l'estàtua de Memnó. Va viure bona part de la seva vida a Corint, on es va fer famós com a mestre de filosofia cínica i es va oposar a Apol·loni de Tíana, segons Filòstrat d'Atenes. Va viure al segle i entre els regnats de Calígula i el de Domicià.
Era un home franc que no tenia escrúpols a criticar i censurar fins i tot als més poderosos si pensava que ho mereixien, i per això va ser enviat a l'exili, on conservà la mateixa noblesa i independència malgrat la seva pobresa i els patiments per què passà. Un dia es va trobar amb Vespasià, a qui no va mostrar gens de respecte, però l'emperador no el va castigar i es va limitar a dir-li «gos». L'esmenten Sèneca, Suetoni, Tàcit i Llucià de Samosata.